# 斐濟果

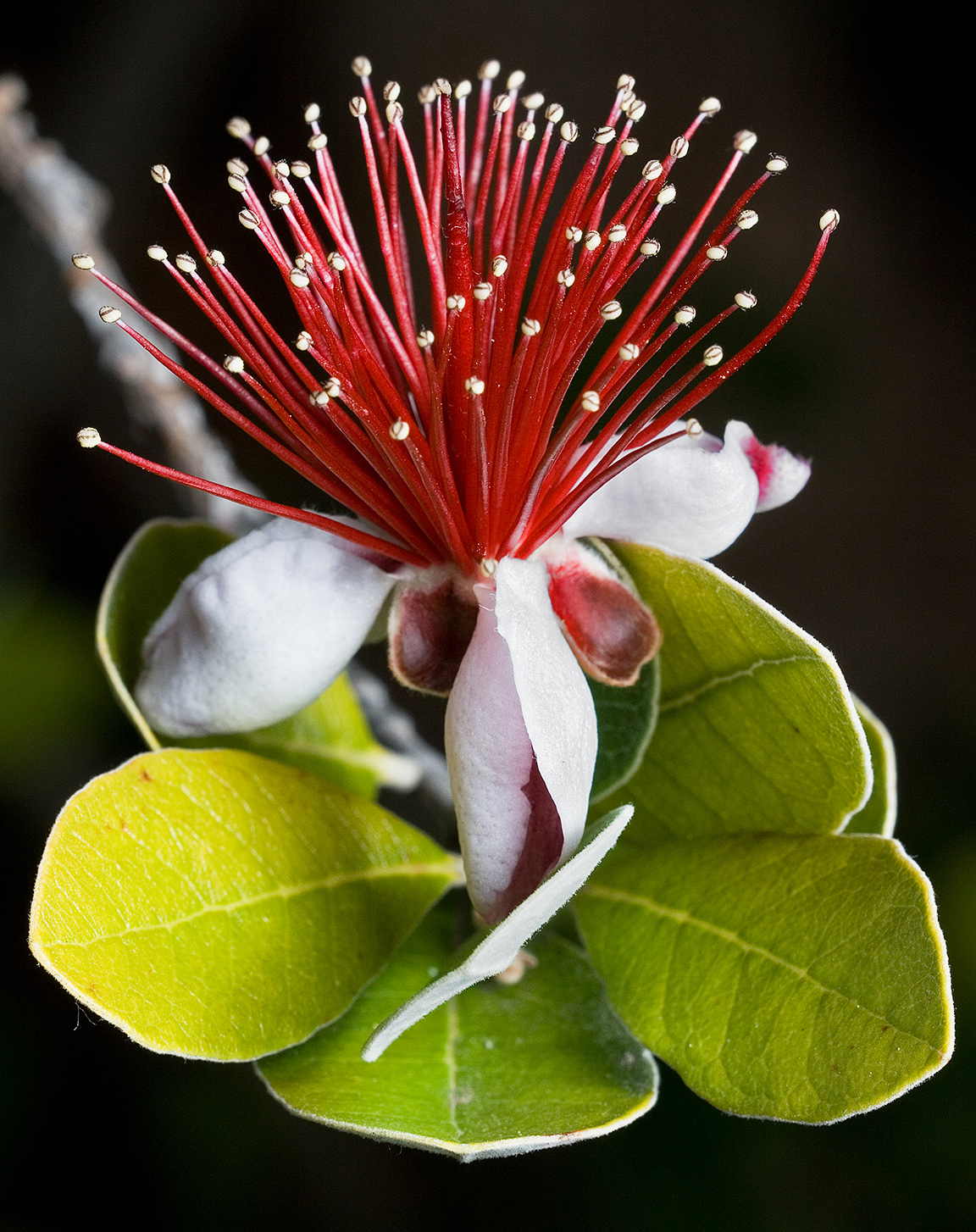
费约果花

费约果（Feijoa）、鳳梨番石榴、非油果、菠萝番石榴。原產地在中南美洲哥伦比亚、 乌拉圭和阿根廷北部，盛產於紐西蘭，外皮深綠色，內部類似芭樂。含豐富維他命C。其常用名“斐济果”为早期缺乏正式中文译名期间，民间根据其发音类似“斐济”而产生的俗说讹传。费约果得名于葡萄牙植物学家若昂·达·席尔瓦·费约（João da Silva Feijó）。

## 消費與使用
费约果通常是用水果刀削半，然後用湯匙舀出果肉食用。果實香甜多汁，無比芳香，接近外皮的部份比較堅韌。在新西蘭，费约果會被製成果汁飲料，果醬，冰淇淋等，還可以用來製作葡萄酒或蘋果酒，也可以注入伏特加。
水果從樹上跌落時是最佳成熟時，不久其內部肉質開始褐色，果實開始過分成熟。

## 運輸和銷售
费约果成熟後, 果實很容易擦傷，因此费约果雖然好吃，卻不適合大量出口。费约果可以被冷凍長達一年, 無品質損失。

## 栽培
在紐西蘭，费约果多靠蜜蜂或黃蜂以及中型鳥類傳遞花粉。在美國加州，由知更鳥或蜂鳥傳遞花粉。

## 外部連結
- Fruits of Warm Climates: Feijoa （页面存档备份，存于）
- California Rare Fruit Growers: Feijoa Fruit Facts （页面存档备份，存于）
- Feijoa: Plants for a Future （页面存档备份，存于）
- New Zealand Feijoa Growers Association Inc. （页面存档备份，存于）
- Photo Gallery of Feijoa – the Pineapple Guava
- Nutritional Analysis[永久] at FoodsDatabase
- 黃豆黃苷 Glycitin （页面存档备份，存于） 中草藥化學圖像數據庫 (香港浸會大學中醫藥學院) （中文）（英文）